# Яковлев, Николай Васильевич (футболист)
Николай Васильевич Яковлев (14 ноября 1963, Пермь) — советский и российский футболист, защитник. Мастер спорта СССР.

## Биография
Воспитанник ДЮСШ клуба «Звезда» (Пермь). Чемпион Всесоюзной Спартакиады школьников (1981). На взрослом уровне в составе «Звезды» начал выступать в 1980 году и играл за клуб бессменно в течение девяти лет. Становился победителем (1985, 1987) и призёром зонального турнира второй лиги, обладателем Кубка РСФСР (1987). В 1988 году вместе с клубом выступал в первой лиге, после вылета из которой покинул команду.
В последних сезонах чемпионатов СССР выступал в первой и второй лигах за «Ростсельмаш», нижегородский «Локомотив», тюменский «Геолог» и клубы Средней Азии.
После распада СССР вернулся в Пермь, выступал за местные клубы «Звезда», «Динамо» и «Амкар». В составе «Звезды» в 1992 году стал бронзовым призёром зонального турнира первой лиги, а в составе «Амкара» в 1995 году — серебряным призёром зонального турнира третьей лиги. Также провёл один сезон в составе магнитогорского «Металлурга».
Всего в первенствах СССР и России сыграл более 370 матчей, в том числе 116 — в первом дивизионе и более 230 — во втором. В составе пермской «Звезды» провёл 227 матчей, а всего за клубы Перми — более 290.

## Достижения
- Победитель второй лиги СССР: 1985 (2-я зона), 1987 (2-я зона)
- Обладатель Кубка РСФСР среди команд второй лиги: 1987